# Tabanus thoracinus
Tabanus thoracinus är en tvåvingeart som beskrevs av Palisot de Beauvois 1806. Tabanus thoracinus ingår i släktet Tabanus och familjen bromsar. Inga underarter finns listade i Catalogue of Life.